# Luke Clennell

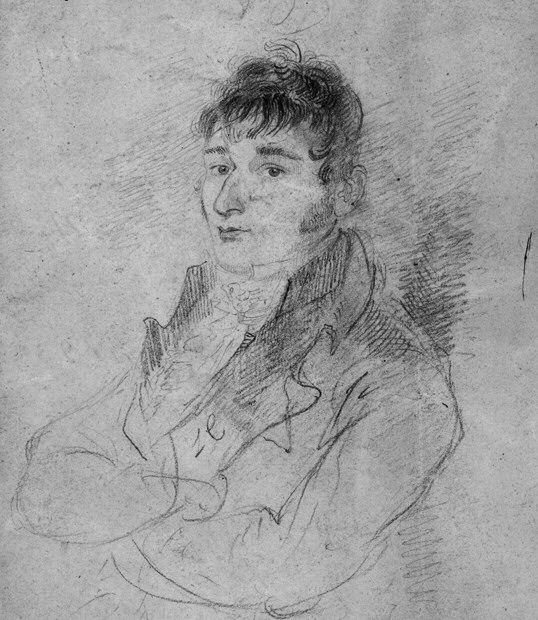
Selbstportrait (1810)

Luke Clennell (* 8. April 1781 in Ulgham bei Morpeth; † 2. Februar 1840 in Newcastle-upon-Tyne) war ein englischer Holzschneider und Maler. Er galt seinen Zeitgenossen als der talentierteste von Thomas Bewicks Schülern. Zu seinen bekanntesten Arbeiten zählen die Illustrationen zu dem Gedicht The shipwreck von William Falconer. Für seine Gravur einer Urkunde für die Highland Society of London nach einem Entwurf von Benjamin West erhielt er die Goldmedaille der Society of Arts in London. Im April des Jahres 1817 brach bei ihm eine Geisteskrankheit aus, und er wurde in die Irrenanstalt in Newcastle eingewiesen. Bis zu seinem Tode 22 Jahre später änderte sich sein Zustand nicht.

## Leben und Werk

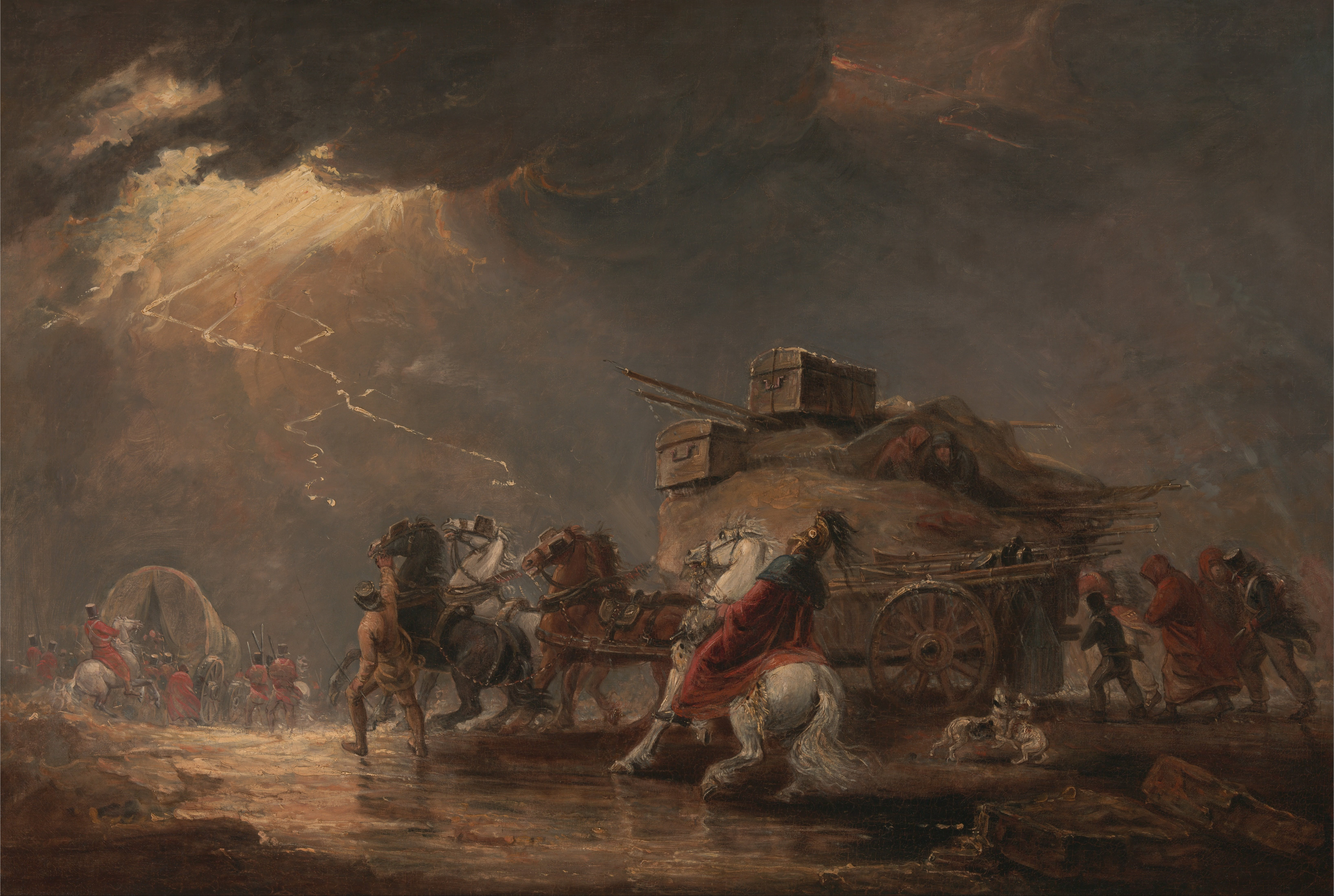
Wagen im Gewitter (1815)

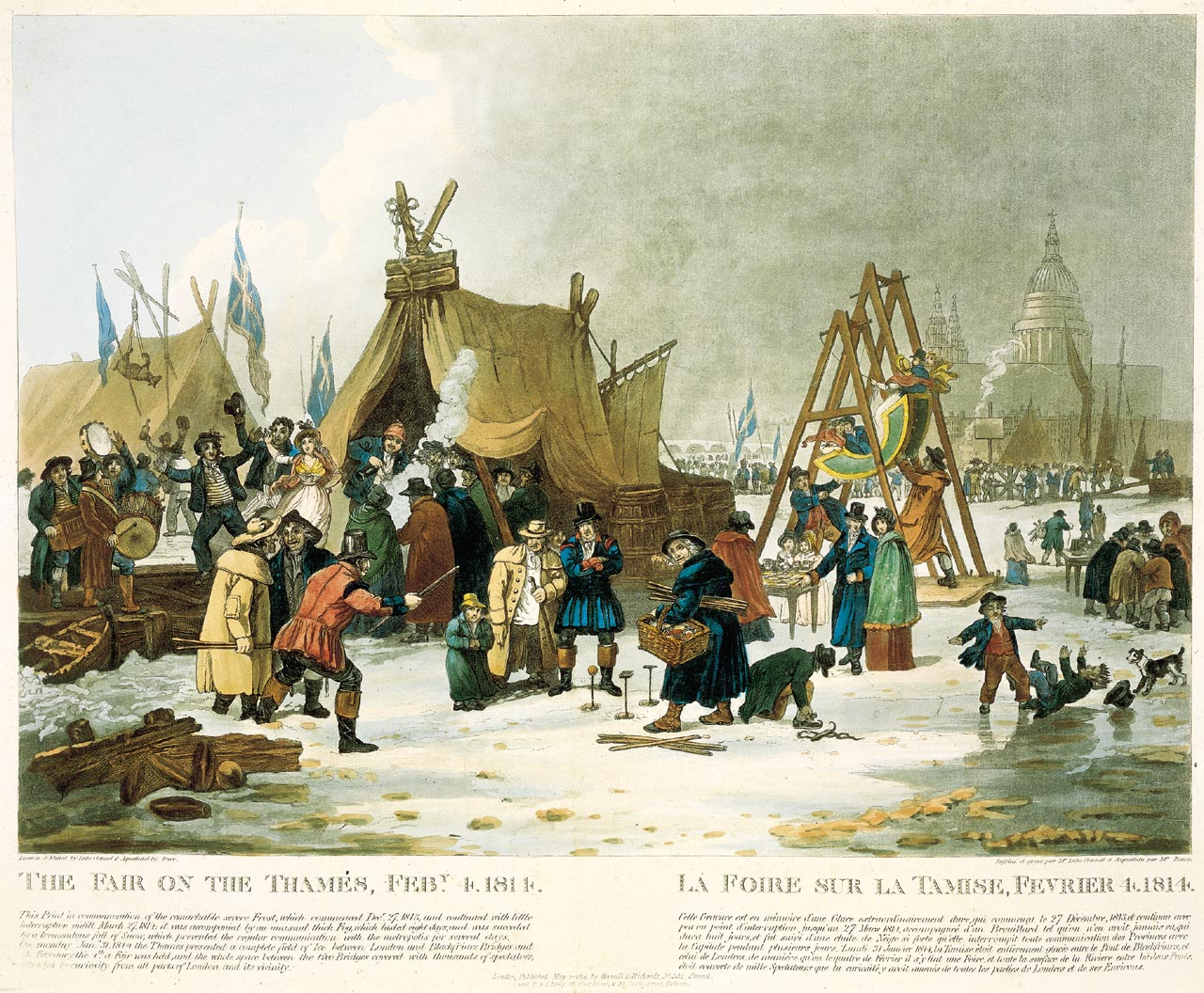
Der Frostjahrmarkt im Winter (1814)

Clennell war der Sohn eines Bauern aus Ulgham, das ungefähr 10 km nördlich von Morpeth in Northumberland liegt. Nach dem Abbruch einer Lehre bei einem Gewürzkrämer wurde er bei einem Gerber in die Lehre gegeben. Hier soll sich sein zeichnerisches Talent offenbart haben:

„Zum Unglücke für ihn gab sich sein Talent schon frühzeitig kund. Der Geschäftsführer entdeckte hinter der Thüre ein Zerrbild, das ihn selbst vorstellte. Der kleine unberufenen Cruikshank wurde mit einer Tracht Prügel aus dem Hause geworfen. Jetzt schickten ihn seine Eltern zu einem Holzschneidekünstler, wo sich sein Talent schnell entfaltete.“

1797 begann seine siebenjährige Lehrzeit bei Bewick. Nach der siebenjährigen Lehrzeit ging Clennell 1804 nach London, wo er die Tochter des Kupferstechers Charles Warren heiratete und dort seine Bekanntheit weiter ausbaute. In dieser Zeit entstanden eine Reihe von Buchillustrationen. Als ein Beispiel seien hier die Vignetten zu den Gedichten von Samuel Rogers genannt, die 1810 erschienen.
Im Verlauf der Londoner Jahre wandte er sich auch anderen künstlerischen Techniken zu, unter anderem der Zeichnung und der Aquarellmalerei. Hierbei gewann sein Bild mit einer Darstellung eines entscheidenden Angriffs Schlacht von Waterloo (Titel: The Decisive Charge of the Life Guards at Waterloo in 1815), das später von William Bromley gestochen wurde, einen mit 150 Guineen dotierten Preis für die beste Skizze der 1805 gegründeten British Institution for Promoting the Fine Arts.
Diese Auszeichnung brachte ihm den Auftrag für ein großes Gemälde ein, das der Earl of Bridgewater bei Clennell bestellte. Das Tableau sollte die Teilnehmer eines Festbankett zu Ehren der anwesenden alliierten Monarchen (der König von Preußen, der russische Zar und der englische Prinzregent) darstellen, das am 18. Juni 1814 in der Londoner Guildhall stattgefunden hatte (Banquet given by the Corporation of London to the Prince Regent, the Emperor of Russia and the King of Prussia, 18th June 1814). Die Vorarbeiten – insbesondere das Beschaffen der notwendigen Einzelporträts der Teilnehmer am Banquett – für das Gemälde waren nahezu abgeschlossen, als im Frühjahr 1817 Clennells Krankheit ausbrach. Gelegentlich wird dabei ein Zusammenhang vermutet: “It is thought that owing for the worry and the anxiety caused in collecting the portraits for the work, he lost his reason.” (Gilbert Richard Redgrave, deutsch: „Es wird vermutet, dass es den Sorgen und Ängsten bei der Beschaffung der Portraits für sein Werk geschuldet war, dass er den Verstand verlor.“)
Als sich sein Zustand nicht besserte, wurde Clennell in die Irrenanstalt von Newcastle-upon-Tyne eingewiesen, wo er mehrere Jahre verbrachte. Er beschäftigte sich weiterhin mit künstlerischen Dingen, schuf Holzstiche, malte, zeichnete, komponierte und dichtete. „Seine Gedichte waren wild, seltsam, unzusammenhangend aber von wohlklingenden Fluße und nicht ohne düstere Schönheit.“ (Nachruf in der Bohemia)
Die letzten Jahre verbrachte er im Kreise von Freunden in Newcastle, wo er im Alter von 59 Jahren starb.